# Штанці (фільм, 1925)
Штанці (англ. Short Pants) — американська короткометражна кінокомедія Скотта Дарлінга 1925 року.

## У ролях
- Артур Лейк
- Марселін Дей